# Bethlehemkerk (Amsterdam)
Zwanenplein 34-36 te Amsterdam-Noord is een bouwwerk op het Zwanenplein in Amsterdam-Noord. Het bood jarenlang onderdak aan de Bethlehemkerk.

## Geschiedenis
Deze kerk werd tussen mei 1923 (aanbesteding), augustus 1923 (eerste paal), oktober 1923 (eerste steenlegging door Miesje Stam, predikantsdochter) en 13 september 1924 (inwijding) gebouwd naar een ontwerp van architect Adriaan Moen. De gemeente Amsterdam had in maart 1920 het terrein in erfpacht vrijgegeven voor de bouw van een kerk met kosterij. De naam werd overigens eerst in april 1924 vastgelegd, daarvoor werd ze ter plaatse Zwanenkerk genoemd, maar dat werd te gewoontjes gevonden. In de Eerste Wereldoorlog werd ondanks de krapte aan bouwmaterialen een plein met groot grasveld aangelegd. Rond 1919 werd een deel van het grasveld afgesnoept door plaatsing van een trafohuis in de stijl van de Amsterdamse School. Zo is de situatie nog in 1922 als het plantsoen wordt voorzien van gazon en de riolering verder wordt gemoderniseerd. De kerk kwam in de plaats van een gebedsruimte in een gymnastieklokaal aan de Havikslaan.
Moen werd in 1919 ingeschakeld door de "Vereeniging voor Hervormde Wijkbelangen benoorden het IJ". Hij moest een kerk ontwerpen die niet al te hoog boven de omgeving uitstak. De kerk meet 31,50 m (lengte), 17,4 meter (breedte) en 15,5 meter (hoogte). Desalniettemin kwam hij met een kerk in de bouwstijl van de Amsterdamse School, die toch in stijlvarianten deels getekend wordt door hoge puntige daken met grote oppervlakten aan dakpannen, hier deels opgevangen door twee lager uitgevoerde vleugels. Het hoge dak geeft plaats aan een paraboolachtige binnenbouw. Andere tekenen van die bouwstijl zijn de relatief kleine ramen op de kerkramen na, wisselend en ornamenterend metselverband, zware massief houten deuren en zwaar deurbeslag en uitkragingen en afwisseling bak- en natuursteen. Boven in de oostelijk topgevel is een versiering aangebracht in de vorm van een trapezium met daarin Alfa, Omega en labarum. Opvallend binnen de bouwstijl is de klokkenstoel te noemen, deze is uitgevoerd met horizontale lijnen. Het geheel wordt gedragen door een betonnen fundering en kelder.
De twee grote glas-in-loodramen zijn ontworpen door H.J. Winkelman en geven De verkondiging aan de herders en De wijzen uit het oosten weer. Boven de hoofdingang is nog een kruis verwerkt.
Koningin Wilhelmina was aanwezig tijdens de inwijding op 13 september 1924. Ze was niet speciaal voor de kerk naar Amsterdam gekomen; ze maakte een rondrit door het havengebied met bezoeken aan de Coenhaven en gebruik van het veer Boorstraat. Er was nog geen uur uitgetrokken voor de inwijding: ze moest door naar het IJsclubterrein voor een brandweerdemonstratie. De kerk bood bij opening plaats aan 542 kerkgangers.
Binnen het jaar werd besloten dat er nog een hervormde kerk bij moest komen; deze werd op het Mosplein gebouwd.

## Monument
De kerk werd op 28 januari 1988 opgenomen in het monumentenregister; er waren redenen te over:
- architectuurhistorische waarde
- cultuurhistorische waarde
- van belang binnen het oeuvre van Adriaan Moen
- situationele waarde midden in een plantsoen
- ensemblewaarde ook binnen het plantsoen

In 1993 sloot de kerk en in 1994 probeerde de hervormde gemeente de kerk te verkopen. Er kwamen andere geloofsinstellingen, maar in 2015 verdween de kerkfunctie.

## Studio 150
In 2017 werd het gebouw gekocht door Studio 150 en er volgde een grote renovatie. Studio 150 nam het pand in gebruik als geluidsstudio voor muziekopnamen. Daarnaast worden er regelmatig liveconcerten georganiseerd, die vaak live worden uitgezonden op het YouTube-kanaal van Studio 150 Betlehemkerk.

## Afbeeldingen

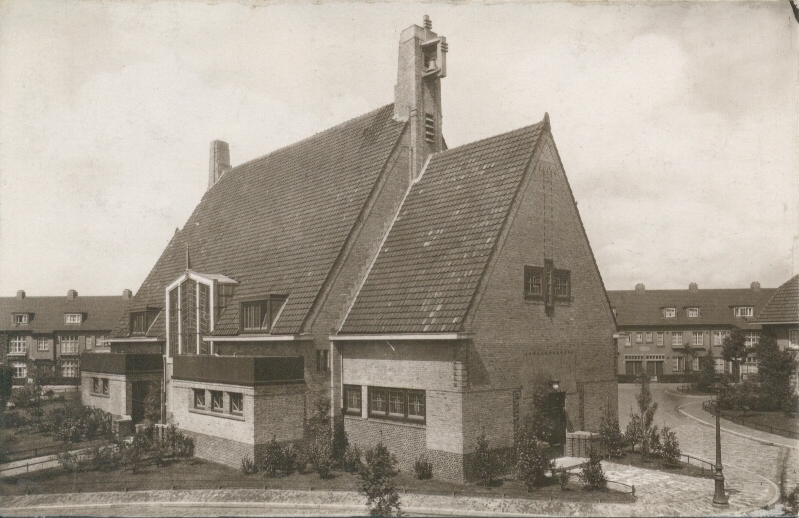
Bethlehemkerk in 1925
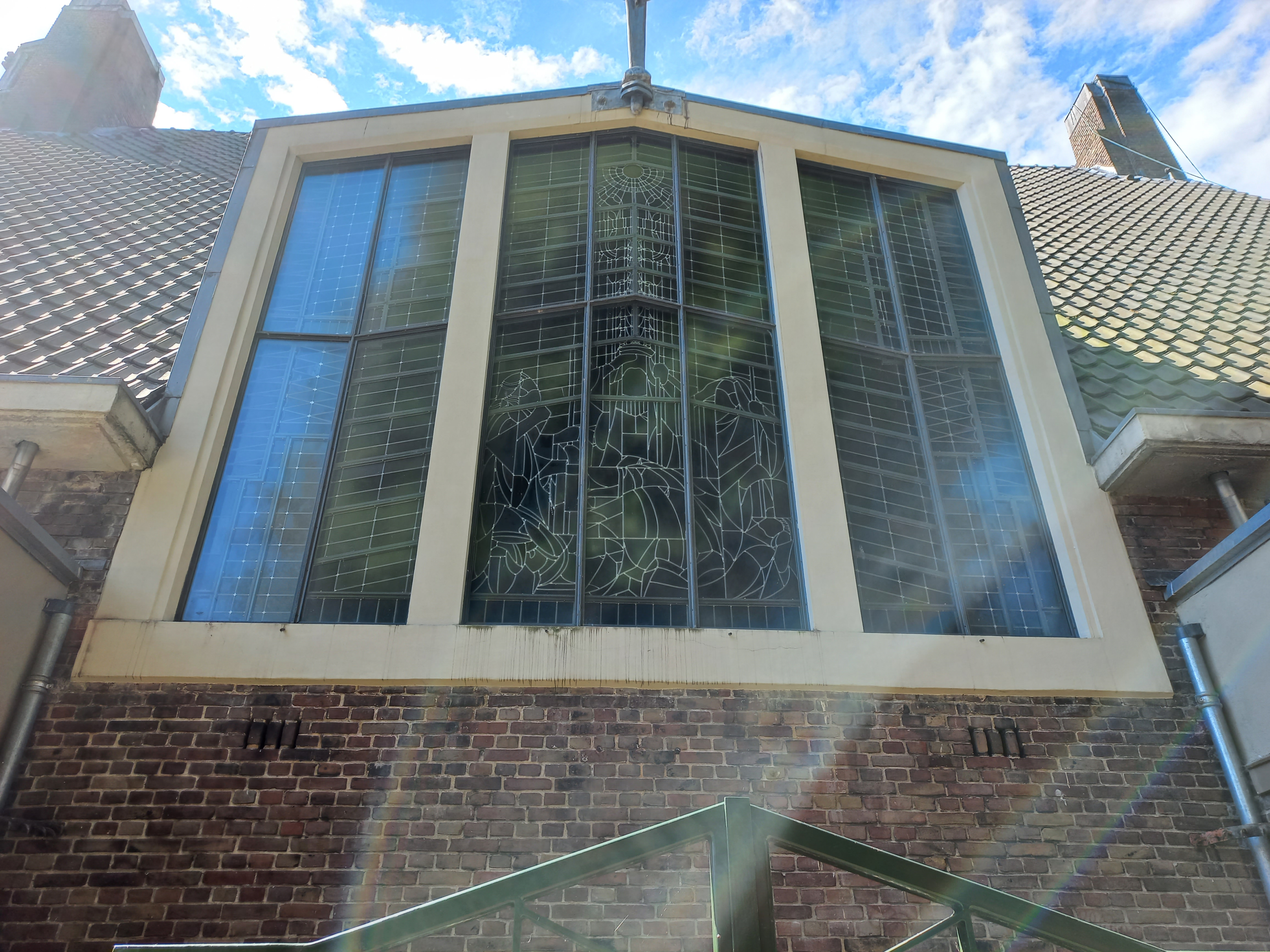
Glas-in-loodraam (juli 2022)
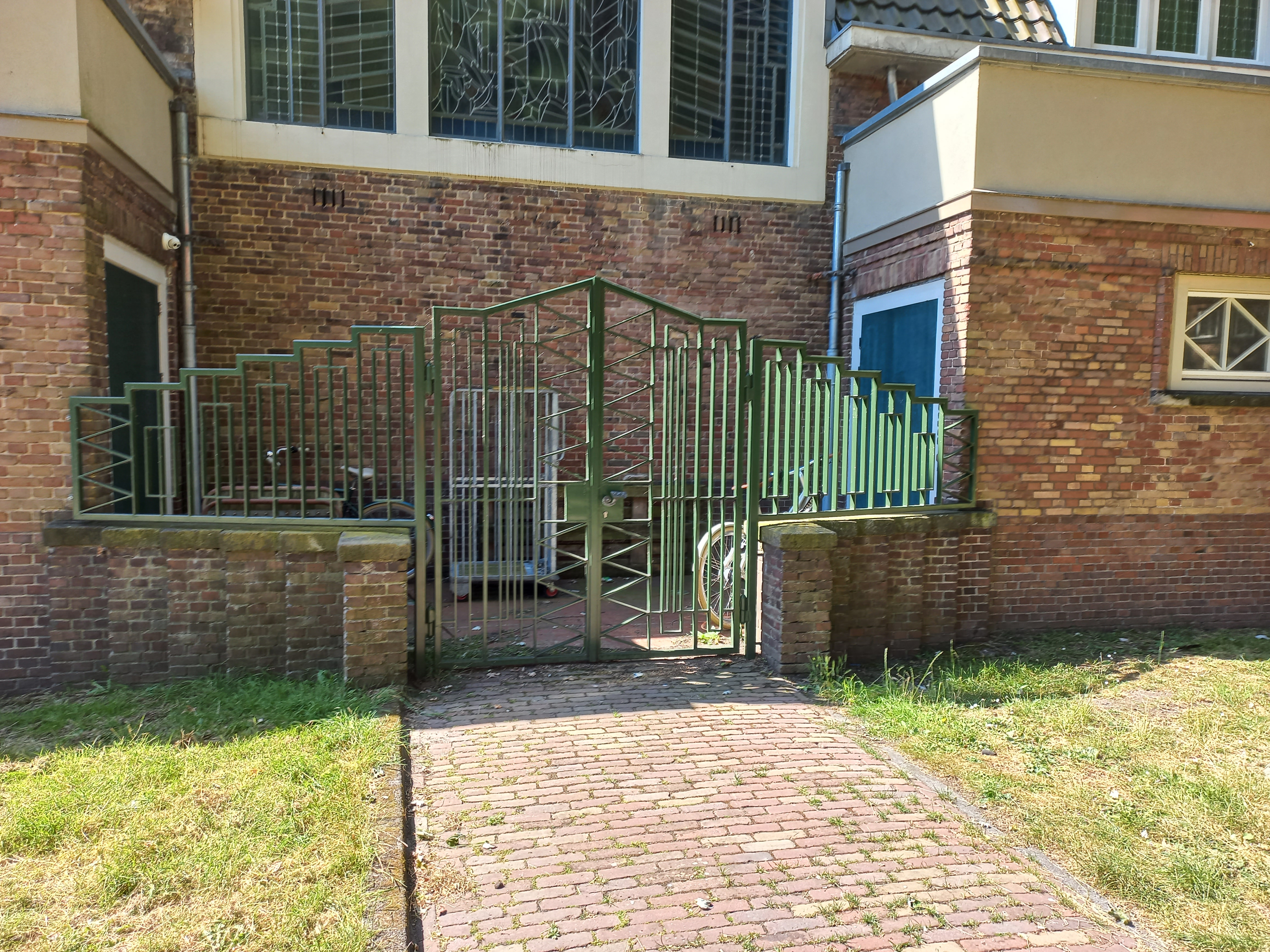
Hekwerk van later datum maar wel in de bouwstijl (juli 2022)